# Marina Gradić
Marina Gradić (rođena 8. rujna 1962.) je hrvatska pop pjevačica.

## Karijera
Već više od 25 godina se profesionalno bavi pjevanjem i nastupa izvodeći tuđe pjesme po Hrvatskoj, Bosni i Hercegovini i Slovačkoj. Krajem 2005. je snimila svoj prvi album s vlastitim pjesmama. Poznata je po svom snažnom, hrapavom glasu. Zaštitni znak joj je duga platinasto plava kosa s tirkiznim pramenovima.

## Diskografija

### Albumi
Krajem 2005. Marina Gradić snimila je prvi album, Vjetar života. Snimljen je početkom 2006. u Bosni i Hercegovini i trebao bi biti izdan krajem 2006. Sadrži 10 novih pjesmama. Najavni singl Vjetar života je debitirao na lokalnom radiju sredinom veljače, a spot je snimljen 1. i 3. listopada u Slavonskom Brodu i trebao bi uskoro biti premijerno prikazan na hrvatskim TV postajama. Sljedeći singl bit će pjesma Kako da te prebolim, spot će biti snimljen i premijerno prikazan do kraja godine.
Marina je započela promociju albuma u Hrvatskoj preko ljeta 2006. sudjelujući na festivalima kao što su Marco Polo Fest na Korčuli, Melodije hrvatskog juga u Opuzenu i Zlatne žice Slavonije u Požegi.
Popis pjesama:
1. "Samo jedno znam" (3:08)
2. "Kako da te prebolim" (3:22)
3. "Crni labud" (3:21)
4. "Nisam ja" (2:53)
5. "Srce tvoje zna" (3:39)
6. "Sve što je vrijedilo" (3:04)
7. "Nije zima" (2:30)
8. "Vjetar života" (4:07)
9. "Sudbina" (4:21)
10. "Anđele moj" (3:31)

### Singlovi
- 2006: Vjetar života (singl)

### Pjesme izvođene na festivalima
- 2006: Sve što je vrijedilo - Marko Polo Fest 2006 (Korčula)
- 2006: Vjetar života, Sve što je vrijedilo - Melodije Hrvatskog juga 2006 (Opuzen)
- 2006: Nije zima - Zlatne žice Slavonije 2006 (Požega)

## Vanjske poveznice
- Zlatne žice Slavonije  Arhivirana inačica izvorne stranice od 28. rujna 2007. (Wayback Machine) — official website
- Marco Polo Fest 2006 - Korčula  Arhivirana inačica izvorne stranice od 21. srpnja 2006. (Wayback Machine) — official website